# عون الرفيق
عون الرفيق باشا بن محمد بن عبد المعين بن عون، (1256هـ-1323هـ) / (فبراير 1841 – 17 يوليو 1905)، من آل عون الأشراف، شغل منصب أمير الحجاز وشريف مكة نحو 25 سنة، من عام 1299هـ/1882م حتى عام 1323هـ/1905م.
تولى في أواخر شهر ذي القعدة سنة 1299هـ جاءت الأخبار بالتلغراف من دار السلطنة بأن الدولة العلية وجهت إمارة الحجاز للشريف عون. توفي عون الرفيق بالطائف في جمادى الأولى سنة (1323هـ/1905م).

## حياته
تولى الشرافة عندما قامت الحكومة العثمانية بخلع الشريف عبد المطلب بن غالب عميد آل زيد وشريف مكة بالقوة، لاستبداده في الأمور وإمعانه في القسوة والإهمال، ونَقلت الشرافة إلى آل عون في شخص الشريف عون الرفيق عم الشريف الحسين بن علي. بقي الشريف عون الرفيق في الإمارة قرابة ربع قرن (1882- 1905) حتى توفي سنة 1905.
عُرف عنه سوء إدارته لإمارة الحجاز وخلافه مع ابن أخيه الشريف الحسين بن علي الذي كان رافضًا لسياسته في إدارة الحجاز والمتمثلة بإهمال شؤون الأمن وابتزاز أموال الحجاج وتقاعسه عن الضرب على أيدي العابثين، في وقت وصلت فيه إمارة الحجاز من الضعف والفوضى حدًا أثار استياء أهل الحجاز وتذمرهم بسبب تجاهل أميرها عون الرفيق لأمر ولايته وإدارتها.
وقد جاء في كتاب الأعلام للزركلي أنه كان جبارا، طاغية، خافه الناس. وامتد سلطانه إلى أن توفي بالطائف وكانت تصيبه نوبات صرع.

## حياته الخاصة

### نسبه
هو عون الرفيق بن محمد بن عبد المعين بن عون بن محسن بن عبد الله بن الحسين بن عبد الله بن الحسن بن محمد أبو نمي الثاني بن بركات بن محمد بن بركات بن الحسن بن عجلان بن رميثة بن محمد أبو نمي الأول بن الحسن بن علي الأكبر بن قتادة بن إدريس بن مطاعن بن عبد الكريم بن عيسى بن الحسين بن سليمان بن علي بن عبد الله بن محمد الثائر بن موسى الثاني بن عبد الله الرضى بن موسى الجون بن عبد الله المحض بن الحسن المثنى بن الحسن بن علي بن أبي طالب الحسني الهاشمي القرشي.

### أشقاؤه
أنجب والده الشريف محمد بن عبد المعين ستة من الذكور وأربعة من الإناث. أما أخوته الذكور فهم:
- عبد الله بن محمد بن عبد المعين.
- علي بن محمد بن عبد المعين
- الحسين بن محمد بن عبد المعين
- عبد الإله بن محمد بن عبد المعين
- سلطان بن محمد بن عبد المعين

### ذريته
كان للشريف عون ولد واحد هو محمد عبد العزيز من زوجته فاطمة بنت جاري العسيري.
تزوج محمد عبد العزيز من فاطمة هانم بنت السيد أحمد أسعد من أهل المدينة، وأعقب منها أربعة بنين، هم: أحمد، وعبد الحميد، ويوسف وعلي.
فأعقب عبد الحميد الملكة دينا بنت عبد الحميد، أولى زوجات الحسين بن طلال، وله منها ابنتهما البكر (بكر كل منهما) عالية بنت الحسين، وقد تزوجت في عمان، وكان مولدها سنة (1375هـ).وأعقب يوسف بن محمد عبد العزيز ابناً سماه عون الرفيق.
| المناصب السياسية                    | المناصب السياسية             | المناصب السياسية                   |
| ----------------------------------- | ---------------------------- | ---------------------------------- |
| سبقه عبد الإله بن محمد بن عبدالمعين | أمراء الحجاز 1299هـ - 1323هـ | تبعه علي بن عبدالله بن محمد بن عون |